# Social Democratic Party (Nigeria)
De Social Democratic Party (Nederlands: Sociaaldemocratische Partij) is een politieke partij in Nigeria die in 1989 werd opgericht en de sociaaldemocratie als ideologie heeft. De partij heeft vooral aanhang in het noorden van het land onder de Yoruba.
In de periode tot 1993 was de SDP samen met de conservatieve National Republican Convention (NRC) de enige toegestane partij. Bij de verkiezingen van 1992 werd de SDP in zowel het Huis van Afgevaardigden als de Senaat de grootste partij en de presidentsverkiezingen een jaar later werden door de kandidaat van de SDP, Chief Moshood Abiola - een aristocraat en succesvol zakenman - gewonnen. Hij werd echter geen president omdat de militaire machthebber, generaal Ibrahim Babangida, geannuleerd. De partij leidde daarna een sluimerend bestaan - in deze periode stapten veel prominente leden van de SDP over naar de Peoples Democratic Party -, maar werd medio 2014 weer nieuw leven ingeblazen. Bij de verkiezingen van 2015 wist de SDP een zetel te veroveren in het Huis van Afgevaardigden, een zetel die bij verkiezingen in 2019 weer verloren ging. Chief Olu Falae, de leider van de SDP steunde in 2015 de kandidatuur van Goodluck Jonathan (PDP) voor een tweede termijn als president